# Vangélis Alexandrís
Evángelos « Vangélis » Alexandrís (grec moderne : Ευάγγελος «Βαγγέλης» Αλεξανδρής), né le 2 février 1951, est un joueur et entraîneur de basket-ball grec. Il évolue au poste de meneur.

## Palmarès

### Joueur
- Coupe de Grèce :
  - Vainqueur : 1984

### Entraîneur
- Coupe Saporta :
  - Vainqueur : 2001
- EuroCup Challenge :
  - Vainqueur : 2003